# Käärijä
Käärijä（カーリヤ、フィンランド語: [ˈkæːrijæ]）ことイェレ・ポウホネン（フィンランド語: Jere Pöyhönen、フィンランド語: [ˈjere ˈpøy̯hønen]）はフィンランド人ポップスター、シンガーソングライター。2020年デビューアルバム「Fantastista」をリリースした。2023年にユーロビジョン・ソング・コンテスト2023に「Cha Cha Cha」で出場し、視聴者投票で376票（1位）、審査員投票で150票（4位）を獲得し、総合2位に選ばれた。

## 遍歴
カーリヤはミッコとアルヤ・ポウホネンの息子として、ヘルシンキ地方にあるヴァンターのルスケアサンタ地区で育った。 ドラムを習ううちに音楽への情熱に目覚め、2014年に音楽制作を始める。彼のステージネームはフィンランド語のギャンブル用語のkääriä rahaa「一攫千金」に由来している。
カーリヤは個人で楽曲制作を行っていたが、2017年にMonsp Recordsと契約し両A面シングルとなる「Koppi tules / Nou roblem」発表している。 翌年、EP 「Peliä」を、2020年にデビューアルバム ”Fantastista”をリリースした。
2023年1月11日、カーリヤはユーロビジョン・ソング・コンテスト2023のフィンランド国内選考会であるUuden Musiikin Kilpailu 2023の7人の参加者の一人として「Cha Cha Cha」でエントリーした。この曲はアレクシ・ヌルミ、ヨハネス・ナウカリネンとの共作で、2023年1月18日にリリースされた。この選考会では合計539点（テレビ投票467点、審査員72点）で1位となり、フィンランド代表となった。
2023年5月9日に行われたユーロビジョン・ソング・コンテスト2023の準決勝第1戦に出場、177点で1位となり決勝への出場権を獲得した。決勝の視聴者投票では376点で一時トップとなったが、最終的にはスウェーデン代表のロリーンに審査員投票との合計点で破れ2位となった。なお、視聴者投票における376点という得点は、2022年のウクライナ代表に継ぐ歴代2位である。

### 音楽スタイルに与えた影響
カーリヤは、当初ボウルカットと黄色のスーツというコスチュームだったが、ライブ中熱くなりすぎてカーリヤはスーツを脱ぎすて、現在の上裸に緑のボレロジャケットだけを身に着けたスタイルへとたどり着いた。
カーリヤはラムシュタインに大きな影響を受けたと語っており、胸にはラムシュタインのタトゥーがある。
時々、黄色い服を着たドッペルゲンガー、別名「Häärijä（ハーリヤ）」がカーリヤと並んで写真に写っており、ソーシャルメディアでは親戚ではないかと話題になっている。

### プロモーション
2023年5月、フィンランドのソフトウェア会社Zoanは、人気オンラインビデオゲーム「フォートナイト」内で、ヘルシンキの有名な元老院広場にカーリヤの看板やステージを設置することを発表した。このプロモーションは、実在する首都を「フォートナイト」内に形成する初めての試みであった。

## 私生活
カーリヤは潰瘍性大腸炎を患い、2014年に緊急腸管切除手術を受けたこと告白している。彼は、自分の経験を語ることで、多くの人にこの病気の検査を受けてほしいと語っている。

## ディスコグラフィー

### アルバム
| タイトル    | 詳細                               | ランキング |
| タイトル    | 詳細                               | FIN        |
| ----------- | ---------------------------------- | ---------- |
| Fantastista | - 発売年：2020年 - レーベル：Monsp | 21         |

### EP
| タイトル            | 詳細                                                          | ランキング |
| タイトル            | 詳細                                                          | FIN        |
| ------------------- | ------------------------------------------------------------- | ---------- |
| Peliä               | - 発売： 2018年 - レーベル: Monsp                             | —          |
| Cha Cha Cha Mixtape | - 発売: 2023年5月12日 - レーベル: Warner Music Finland, Monsp | 9          |

### シングル
| タイトル                             | 発売年 | ランキング | ランキング | ランキング | ランキング | 収録アルバム        |
| タイトル                             | 発売年 | FIN        | ISL        | LTU        | SWE        | 収録アルバム        |
| ------------------------------------ | ------ | ---------- | ---------- | ---------- | ---------- | ------------------- |
| "Heila" (featuring Urho Ghettonen)   | 2016   | —          | —          | —          | —          | —                   |
| "Urheilujätkä" (featuring Jeskiedes) | 2016   | —          | —          | —          | —          |                     |
| "Puun takaa"                         | 2016   | —          | —          | —          | —          |                     |
| "Tuuliviiri"                         | 2017   | —          | —          | —          | —          |                     |
| "Ajoa"                               | 2017   | —          | —          | —          | —          |                     |
| "Koppi tules" / "Nou roblem"         | 2017   | —          | —          | —          | —          |                     |
| "Klo23"                              | 2018   | —          | —          | —          | —          | Peliä               |
| "Puuta heinää"                       | 2018   | —          | —          | —          | —          | Peliä               |
| "Viulunkieli"                        | 2018   | —          | —          | —          | —          | Fantastista         |
| "Rock rock"                          | 2019   | —          | —          | —          | —          | Fantastista         |
| "Hirttää kiinni"                     | 2019   | —          | —          | —          | —          | Fantastista         |
| "Mic mac"                            | 2019   | —          | —          | —          | —          | Fantastista         |
| "Paidaton riehuja"                   | 2020   | —          | —          | —          | —          | —                   |
| "Menestynyt yksilö"                  | 2021   | —          | —          | —          | —          | —                   |
| "Siitä viis"                         | 2021   | —          | —          | —          | —          | —                   |
| "Välikuolema"                        | 2022   | —          | —          | —          | —          | Cha Cha Cha Mixtape |
| "Cha Cha Cha"                        | 2023   | 1          | 15         | 11         | 82         | Cha Cha Cha Mixtape |